# Tradicijska okućnica (Medven Draga)
Tradicijska okućnica je gospodarsko-stambena cjelina u mjestu Medven Draga, općina Krašić.

## Opis
Gospodarsko-stambena cjelina u Medvenovoj Dragi sastoji se od kuće i gospodarskih građevina. Građevine tvore zatvorenu cjelinu s unutarnjim četvrtastim dvorištem. Uz duže katno pročelje kuće proteže se drveni trijem s izrezbarenom ogradom i oslikom u žbuci. Nad ulazom u kuću upisana je bojom godina 1868. te ime vlasnika.

## Zaštita
Pod oznakom Z-1588 zaveden je kao nepokretno kulturno dobro – pojedinačno, pravna statusa zaštićena kulturnog dobra.